# Nestorianismus
Nestorianismus ist die christologische Lehre, dass die göttliche und die menschliche Natur in der Person Jesus Christus geteilt und unvermischt seien, und damit eine Form der Zweinaturenlehre. Sie ist nach Nestorius benannt, der von 428 bis 431 Patriarch von Konstantinopel war und sie maßgeblich vertreten hat. Insbesondere Kyrill von Alexandria hat sie heftig kritisiert, und auf dem Konzil von Ephesos 431 und dem Zweiten Konzil von Konstantinopel 553 wurde die Lehre als Häresie verurteilt. Nur die Assyrische Kirche des Ostens vertrat daraufhin noch die nestorianische Lehre, weshalb sie auch als Nestorianische Kirche bekannt ist. Eine der zuletzt durch Verfolgung aufgelösten Gruppen von Gläubigen sind die Bergnestorianer, die bis zu ihrem Exodus 1915 im Gebirge der heutigen türkischen Provinz Hakkari siedelten.
Als Reaktion auf den Nestorianismus entstand der gegensätzlich ausgerichtete Monophysitismus (auch Miaphysitismus), nach dem Jesus vollkommen göttlich sei und nur eine göttliche Natur habe. Dieser wurde auf dem Konzil von Chalcedon 451 verworfen und eine andere Zweinaturenlehre angenommen, nach der göttliche und menschliche Natur Christi unvermischt und ungewandelt, ungetrennt und ungesondert, also nicht geteilt wie im Nestorianismus, nebeneinander stehen.
Maria wird im Nestorianismus nur als „Christusgebärerin“, aber nicht als Gottesgebärerin verehrt.

## Inhalt der Lehre

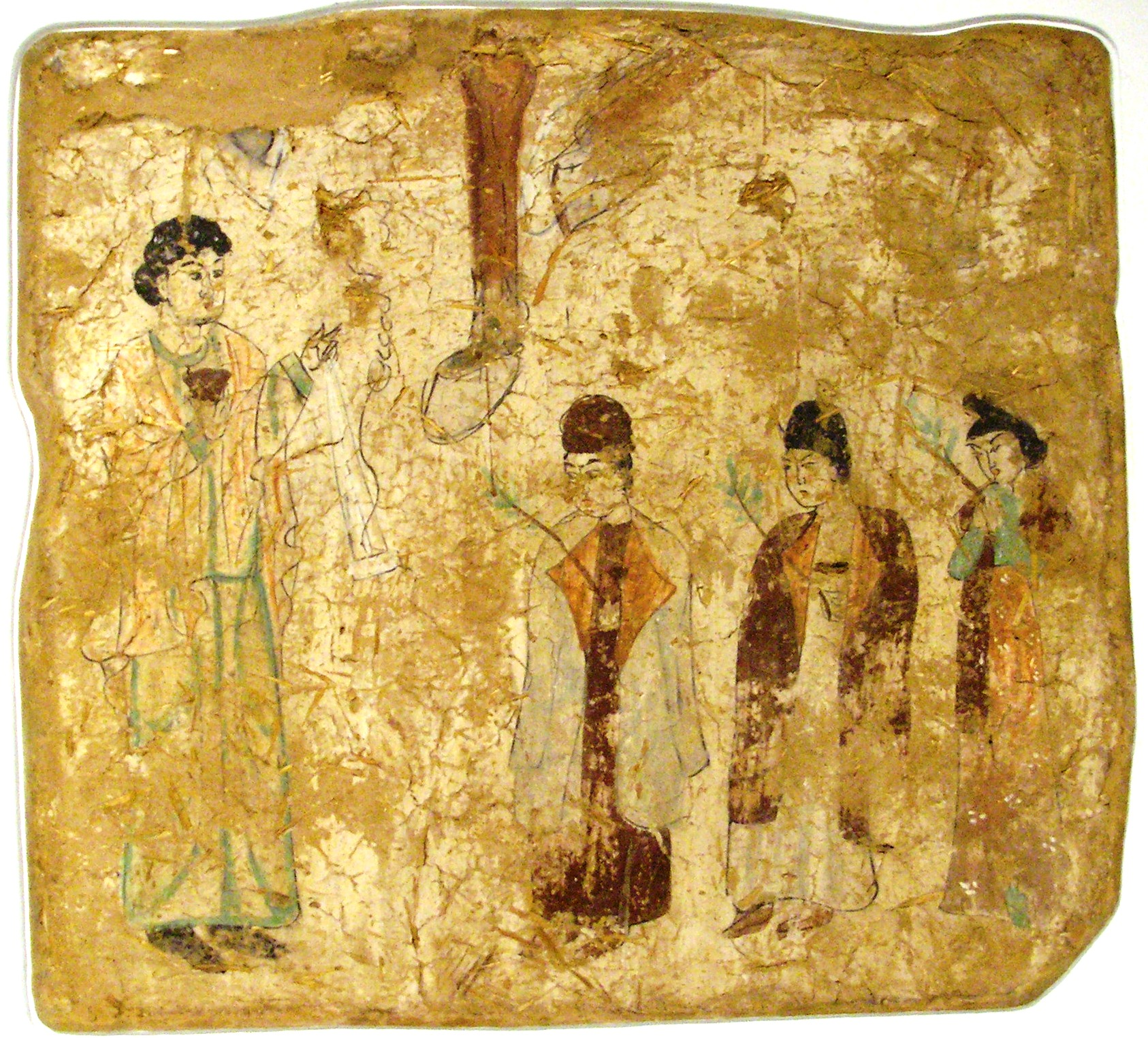
Palmsonntagsprozession (?), Khocho, Nestorianischer Tempel, 683–770 n. Chr. Fresko, heute im Museum für Asiatische Kunst, Berlin-Dahlem.

In den christologischen Diskussionen des 5. Jahrhunderts nahm der Nestorianismus die gegensätzliche Position zum Miaphysitismus ein, der nur die eine, göttliche Natur von Jesus Christus betonte. Definiert war der Nestorianismus im Wesentlichen aus den Anathemata von Kyrill von Alexandria und des Konzils von Ephesos. Nach Kyrill bestand der Hauptpunkt des Nestorianismus in der Lehre, dass es in Jesus Christus eine Person mit einer göttlichen Natur und eine Person mit einer menschlichen Natur gegeben habe. Jedes zugeordnete Attribut und jede Handlung des inkarnierten Christus könne dabei einer dieser Personen zugeordnet werden. Beide Personen seien lediglich durch das Band der Liebe verbunden.
Jedoch haben weder Nestorius selbst noch die als seine Anhänger beschuldigten Vertreter der Antiochenischen Schule diese Ansicht tatsächlich gelehrt. Vielmehr haben sie, wenn auch zum Teil in unglücklichen Formulierungen, Positionen vertreten, die schließlich im Konzil von Chalzedon 451 zum Tragen gekommen sind. Problematisch war, dass Nestorius den Gebrauch des Attributs Theotokos (Gottesgebärerin), ein Attribut paganer Göttinnen, in Bezug auf Maria, die Mutter Jesu, abgelehnt hat. Es sei besser, von einer Christusgebärerin oder Menschengebärerin zu sprechen.
Auch die von der orthodoxen und römisch-katholischen Kirche oft als Nestorianer bezeichnete Assyrische Kirche des Ostens hat nie die vorgeworfenen Lehren vertreten, so dass man vom Nestorianismus lediglich als einem häresiologischen Konstrukt, nicht von einer historischen Bewegung, sprechen kann. Die miaphysitischen Kirchen haben den Nestorianismusvorwurf auch auf die Chalzedonensier, also Orthodoxe und Katholiken, ausgedehnt.

## Ausbreitung

Assyrische Kirche des Ostens

Nestorius war bis 431 Patriarch von Konstantinopel. Die von ihm vertretene Lehre wurde auf dem Konzil von Ephesos 431 verurteilt.
Wegen Verfolgung wanderten viele seiner Anhänger bis 489 ins persische Sassanidenreich aus, wo es zu dieser Zeit bereits eine relativ große Anzahl von Christen gab (wenn sie auch nie die Mehrheit bildeten). Wichtige Informationen dazu enthält die so genannte Chronik von Seert. Die sich formierende Kirche in Persien wurde oft als nestorianische Kirche bezeichnet – sie hatte mit Nestorius jedoch wenig gemein und sollte deshalb besser als ostsyrische Kirche bzw. als assyrische Kirche des Ostens bezeichnet werden. Sie stand jedoch der römischen Reichskirche von nun an feindlich gegenüber, so dass die mit dem römischen Reich verfeindeten persischen Könige fortan den persischen Christen wesentlich wohlwollender gegenüberstanden, wenn es auch vereinzelt zu Übergriffen kam. Weil die alten Zentren Konstantinopel, Alexandria und Antiochia am Orontes nicht erreichbar waren, wurde Edessa, das heutige Urfa (bzw. Şanlıurfa) im Südosten der Türkei, das „nestorianische“ Zentrum. Sitz des Katholikos war Ktesiphon.
Trotz mancher Behinderungen konnte sich über die Seidenstraße, die auch durch Edessa führte, eine Missionstätigkeit entfalten. Die nestorianischen Händler nahmen nicht nur Waren, sondern auch ihre Religion und ihre Überzeugungen mit nach Osten. Christliche Gemeinden entstanden unter den Turkvölkern in Zentralasien, in der Mongolei, in Sibirien und in Xinjiang, im Nordwesten der heutigen Volksrepublik China. Bereits 635 erreichte Aloben als einer der ersten nestorianischen Mönche die chinesische Handelsmetropole Xi’an (西安). 779 wurde im westlichen China ein Denkmal errichtet, das von der Einführung der großen „leuchtenden Religion aus Daqin (Rom)“ berichtete – die sogenannte Nestorianische Stele findet sich im heutigen Xi’an. Spuren dieser Missionstätigkeit wurden auch in Japan im 9. Jahrhundert dokumentiert, auf Sumatra, Indien und Sri Lanka entdeckt.
Der franziskanische Missionar Johannes de Plano Carpini reiste 1245 bis 1247 in päpstlichem Auftrag zum Großkhan in die Mongolei und berichtete nach seiner Rückkehr nach Lyon auch von den dort angetroffenen nestorianischen Christen. In der mongolischen Hauptstadt Karakorum befand sich um 1250 eine nestorianische Kirche. Daher kann davon ausgegangen werden, dass das nestorianische Christentum im Mongolenreich bis um 1250 eine verbreitete Glaubensrichtung war und teilweise sogar am Hof des Großkhans eine gewisse Rolle gespielt hatte.
Auf die Blütezeit dieser Kirche im 13. Jahrhundert folgte bald die nahezu vollständige Vernichtung durch den muslimischen Herrscher und Eroberer Timur Lenk (bzw. Tamerlan) im 14. Jahrhundert. Der Jesuitenpater Matteo Ricci stieß im 16. Jahrhundert in China auf Reste des Christentums. Als man 1625 die oben genannte Nestorianische Stele fand, hatte man damit die Erklärung, wieso Matteo Ricci bei seiner Missionstätigkeit christliche Elemente vorfinden konnte. Aber zugleich entkräftete dieser Fund den Vorwurf der Chinesen, die Missionare brächten etwas ganz Neues, ganz Fremdes in das Reich der Mitte. Die Stele bewies, dass der christliche Glaube schon vor langer Zeit in China Wurzeln geschlagen hatte. Nach dem Zusammenbruch der Sowjetunion 1989 wurden viele weitere Zeichen der nestorianischen Präsenz sichtbar und Manuskripte aus Zentralasien erforschbar.

## Sonstiges
- James Hilton thematisierte die Ausbreitung des Nestorianismus in Mittelasien in dem 1933 erschienenen Roman Der verlorene Horizont.

- In dem Film Ulzhan – Das vergessene Licht von Volker Schlöndorff aus dem Jahr 2007 werden die Nestorianer erwähnt. Die Frau Ulzhan fragt in der zweiten Hälfte des Films den Franzosen Charles, was er am Berg Khan Tengri suche, woraufhin er antwortet: „Ich suche den Schatz der Nestorianer“, und führt entsprechende Zusammenhänge aus.